# Volkszählung in Serbien
Die Volkszählung in Serbien findet alle zehn Jahre statt, die aktuelle Zählung ist vom 31. Oktober 2022.

## Geschichte
Volkszählungen in Serbien wurden in den Jahren 2011, 2002, 1991, 1981, 1971, 1961, 1953, 1948, 1931 und 1921 durchgeführt. 1941 fiel die Zählung wegen des Zweiten Weltkrieges aus.
Das unabhängige Fürstentum Serbien führte die erste Volkszählung im Jahr 1834 aus. Die nachfolgenden neun Zählungen fanden zwischen 1841 und 1874 statt. Während der Ära des Königreichs Serbien wurden sechs Volkszählungen zwischen den Jahren 1884 und 1910 ausgeführt. Erst nach dem Ersten Weltkrieg wurde 1921 wieder eine Volkszählung durchgeführt.